# Tornei di tennis maschili nel 1914
Prima della nascita della cosiddetta "Era Open" del tennis, ossia l'apertura ai tennisti professionisti degli eventi più importanti, tutti i tornei erano riservati ad atleti dilettanti. Nel 1914 tutti i tornei erano amatoriali, tra questi c'erano i tornei del Grande Slam:gli Australian Championships, il Campionato francese di tennis, il Torneo di Wimbledon, e gli U.S. National Championships.

## Calendario

### Gennaio
| Settimana  | Torneo                                                                 | Vincitore                   | Finalista        | Semifinalisti | Eliminati ai quarti |
| ---------- | ---------------------------------------------------------------------- | --------------------------- | ---------------- | ------------- | ------------------- |
| gennaio    | Carlton Club First Meeting 1914 Cannes, Francia Singolare - Doppio     | Anthony Wilding 6-4 6-1 6-2 | Gordon Lowe      |               |                     |
| gennaio    | Carlton Club First Meeting 1914 Cannes, Francia Singolare - Doppio     |                             |                  |               |                     |
| 4 gennaio  | Beausite New Year Meeting 1914 Cannes, Francia Singolare - Doppio      | Gordon Lowe 10-8 6-2 9-7    | Alfred C. Hunter |               |                     |
| 4 gennaio  | Beausite New Year Meeting 1914 Cannes, Francia Singolare - Doppio      |                             |                  |               |                     |
| 12 gennaio | Italian Riviera Championships 1914 San Remo, Italia Singolare - Doppio | Gordon Lowe 6-4 6-3         | Craig Biddle     |               |                     |
| 12 gennaio | Italian Riviera Championships 1914 San Remo, Italia Singolare - Doppio |                             |                  |               |                     |

### Febbraio
| Settimana   | Torneo                                                                      | Vincitore                                      | Finalista                      | Semifinalisti | Eliminati ai quarti |
| ----------- | --------------------------------------------------------------------------- | ---------------------------------------------- | ------------------------------ | ------------- | ------------------- |
| febbraio    | Torneo di Hyeres 1914 Hyères, Francia Singolare - Doppio                    | Gordon Lowe walkover                           | Arthur Wallis Myers            |               |                     |
| febbraio    | Torneo di Hyeres 1914 Hyères, Francia Singolare - Doppio                    |                                                |                                |               |                     |
| 1º febbraio | Torneo di Bordighera 1914 Bordighera, Italia Terra rossa Singolare - Doppio | Anthony Wilding 6–2 7–5                        | Gordon Lowe                    |               |                     |
| 1º febbraio | Torneo di Bordighera 1914 Bordighera, Italia Terra rossa Singolare - Doppio |                                                |                                |               |                     |
| 15 febbraio | Torneo di Beaulieu 1914 Beaulieu-sur-Mer, Francia Singolare - Doppio        | Anthony Wilding 6-2 6-2 6-3                    | Gordon Lowe                    |               |                     |
| 15 febbraio | Torneo di Beaulieu 1914 Beaulieu-sur-Mer, Francia Singolare - Doppio        |                                                |                                |               |                     |
| 20 febbraio | Côte d'Azur Championships 1914 Cannes, Francia Singolare - Doppio           | Anthony Wilding 6–3 6–2 6–4                    | Gordon Lowe                    |               |                     |
| 20 febbraio | Côte d'Azur Championships 1914 Cannes, Francia Singolare - Doppio           |                                                |                                |               |                     |
| 22 febbraio | US Indoors 1914 New York, USA Singolare - Doppio                            | Gustav Touchard 6-2 6-2 4-6 6-2                | Williams Rosebaum              |               |                     |
| 22 febbraio | US Indoors 1914 New York, USA Singolare - Doppio                            | Carlton Shafer Wylie Grant 3-6 6-2 6-2 6-8 6-1 | Gustav Touchard William Cragin |               |                     |
| 28 febbraio | South Australian Championships 1914 Adelaide, Australia Singolare - Doppio  | Horace Rice 6-3, 5-7, 2-6, 6-1, 6-2            | Roy Taylor                     |               |                     |
| 28 febbraio | South Australian Championships 1914 Adelaide, Australia Singolare - Doppio  |                                                |                                |               |                     |

### Marzo
| Settimana | Torneo                                                                 | Vincitore                          | Finalista      | Semifinalisti | Eliminati ai quarti |
| --------- | ---------------------------------------------------------------------- | ---------------------------------- | -------------- | ------------- | ------------------- |
| 2 marzo   | Monte Carlo Cup 1914 Monte Carlo, Monte Carlo Singolare - Doppio       | Anthony Wilding 6-2 6-3 6-2        | Gordon Lowe    |               |                     |
| 2 marzo   | Monte Carlo Cup 1914 Monte Carlo, Monte Carlo Singolare - Doppio       |                                    |                |               |                     |
| 7 marzo   | Riviera Championships 1914 Mentone, Francia Singolare - Doppio         | Anthony Wilding 6–1, 6–4, 6–2      | Gordon Lowe    |               |                     |
| 7 marzo   | Riviera Championships 1914 Mentone, Francia Singolare - Doppio         |                                    |                |               |                     |
| 16 marzo  | South of France Championships 1914 Nizza, Francia Singolare - Doppio   | Anthony Wilding 6–4, 6–4, 1–6, 6–2 | Gordon Lowe    |               |                     |
| 16 marzo  | South of France Championships 1914 Nizza, Francia Singolare - Doppio   | Anthony Wilding Craig Biddle       |                |               |                     |
| 25 marzo  | The Country Club Championships 1914 Cannes, Francia Singolare - Doppio | Anthony Wilding 10-8 6-2 6-4       | Félix Poulin   |               |                     |
| 25 marzo  | The Country Club Championships 1914 Cannes, Francia Singolare - Doppio |                                    |                |               |                     |
| 30 marzo  | Cannes Championships 1914 Cannes, Francia Singolare - Doppio           | Anthony Wilding 6-4 6-2 6-1        | Norman Brookes |               |                     |
| 30 marzo  | Cannes Championships 1914 Cannes, Francia Singolare - Doppio           |                                    |                |               |                     |

### Aprile
| Settimana | Torneo                                                                                             | Vincitore                               | Finalista                 | Semifinalisti | Eliminati ai quarti |
| --------- | -------------------------------------------------------------------------------------------------- | --------------------------------------- | ------------------------- | ------------- | ------------------- |
| aprile    | Montreux Palace Spring Meeting 1914 Montreux, Svizzera Singolare - Doppio                          | Norman Brookes 6-1 6-2 6-4              | Ferdinand C. Uhl          |               |                     |
| aprile    | Montreux Palace Spring Meeting 1914 Montreux, Svizzera Singolare - Doppio                          |                                         |                           |               |                     |
| aprile    | Montreux Palace Spring Meeting 2 1914 Montreux, Svizzera Singolare - Doppio                        | Norman Brookes 6-2 6-4 6-0              | George Manset             |               |                     |
| aprile    | Montreux Palace Spring Meeting 2 1914 Montreux, Svizzera Singolare - Doppio                        |                                         |                           |               |                     |
| aprile    | South African Championships 1914 Città del Capo, Sudafrica Singolare - Doppio                      | Charles Winslow 4–6, 7–9, 6–2, 6–3, 6–3 | George Dodd               |               |                     |
| aprile    | South African Championships 1914 Città del Capo, Sudafrica Singolare - Doppio                      |                                         |                           |               |                     |
| aprile    | Dulwich Farm Championships 1914 Dulwich, Gran Bretagna Erba Singolare - Doppio                     | Josiah Ritchie 6-2 6-1 6-4              | Charles Dixon             |               |                     |
| aprile    | Dulwich Farm Championships 1914 Dulwich, Gran Bretagna Erba Singolare - Doppio                     |                                         |                           |               |                     |
| aprile    | Tulse Hill Hard Court Championships 1914 Tulse Hill, Gran Bretagna Terr battuta Singolare - Doppio | Gordon Lowe 6-4 6-8 9-7 6-2             | Josiah Ritchie            |               |                     |
| aprile    | Tulse Hill Hard Court Championships 1914 Tulse Hill, Gran Bretagna Terr battuta Singolare - Doppio |                                         |                           |               |                     |
| aprile    | Metropole Club Championships 1914 Cannes, Francia Terra rossa Singolare - Doppio                   | Norman Brookes 4-6 6-1 6-2 6-1          | Max Décugis               |               |                     |
| aprile    | Metropole Club Championships 1914 Cannes, Francia Terra rossa Singolare - Doppio                   |                                         |                           |               |                     |
| aprile    | French Covered Court Championships 1914 Parigi, Francia Parquet indoor Singolare - Doppio          | Gordon Lowe                             | non conosciuta (bandiera) |               |                     |
| aprile    | French Covered Court Championships 1914 Parigi, Francia Parquet indoor Singolare - Doppio          |                                         |                           |               |                     |
| 6 aprile  | British Covered Court Championships 1914 Londra, Gran Bretagna Singolare - Doppio                  | Josiah Ritchie 8–6, 6–3, 6–1            | Percival Davson           |               |                     |
| 6 aprile  | British Covered Court Championships 1914 Londra, Gran Bretagna Singolare - Doppio                  |                                         |                           |               |                     |
| 11 aprile | Carlton Club Second Meeting 1914 Cannes, Francia Singolare - Doppio                                | Anthony Wilding 6-2 6-2 6-2             | Norman Brookes            |               |                     |
| 11 aprile | Carlton Club Second Meeting 1914 Cannes, Francia Singolare - Doppio                                |                                         |                           |               |                     |

### Maggio
| Settimana | Torneo                                                                         | Vincitore                                           | Finalista                                     | Semifinalisti | Eliminati ai quarti |
| --------- | ------------------------------------------------------------------------------ | --------------------------------------------------- | --------------------------------------------- | ------------- | ------------------- |
| maggio    | Wiesbaden Cup 1914 Wiesbaden, Germania Singolare - Doppio                      | Otto Froitzheim 0-6 6-4 6-4                         | Robert Kleinschroth                           |               |                     |
| maggio    | Wiesbaden Cup 1914 Wiesbaden, Germania Singolare - Doppio                      |                                                     |                                               |               |                     |
| maggio    | Weybridge Championships 1914 Brooklands, Gran Bretagna Erba Singolare - Doppio | Charles Dixon 6-3 9-7 7-5                           | Gordon Lowe                                   |               |                     |
| maggio    | Weybridge Championships 1914 Brooklands, Gran Bretagna Erba Singolare - Doppio |                                                     |                                               |               |                     |
| 15 maggio | New South Wales Championships 1914 Sydney, Australia Singolare - Doppio        | James O. Anderson 7-5, 3-6, 6-1, 6-3                | Alfred Jones                                  |               |                     |
| 15 maggio | New South Wales Championships 1914 Sydney, Australia Singolare - Doppio        | Ashley Campbell Gerald Patterson 8-6, 4-6, 6-0, 7-5 | Henry M. Marsh George P. Sayers               |               |                     |
| 23 maggio | Surrey Championships 1914 Surbiton, Gran Bretagna Singolare - Doppio           | Norman Brookes 6-1 6-1 5-7 6-8 6-3                  | Gordon Lowe                                   |               |                     |
| 23 maggio | Surrey Championships 1914 Surbiton, Gran Bretagna Singolare - Doppio           |                                                     |                                               |               |                     |
| 23 maggio | Campionato francese di tennis 1914 Parigi, Francia Singolare - Doppio          | Max Décugis 3-6, 6-1, 6-4, 6-4                      | Jean Samazeuilh                               |               |                     |
| 23 maggio | Campionato francese di tennis 1914 Parigi, Francia Singolare - Doppio          | Max Décugis Maurice Germot 6-4, 6-4, 4-6, 4-6, 6-4  | William Laurentz Ludwig von Salm-Hoogstraeten |               |                     |
| 30 maggio | Worcestershire Championships 1914 Malvern, Gran Bretagna Singolare - Doppio    | Stanley Norwood Doust 7-5 1-6 3-6 6-3 6-3           | James Cecil Parke                             |               |                     |
| 30 maggio | Worcestershire Championships 1914 Malvern, Gran Bretagna Singolare - Doppio    |                                                     |                                               |               |                     |
| 30 maggio | Middlesex Championships 1914 Chiswick Park, Gran Bretagna Singolare - Doppio   | Gordon Lowe 7-5 3-6 7-5 8-6                         | R.W.F. Harding                                |               |                     |
| 30 maggio | Middlesex Championships 1914 Chiswick Park, Gran Bretagna Singolare - Doppio   |                                                     |                                               |               |                     |
| 31 maggio | Southern Championships 1914 New Orleans, USA Singolare - Doppio                | Irving Wright 7-5 6-1 6-3                           | Esmond Phelps                                 |               |                     |
| 31 maggio | Southern Championships 1914 New Orleans, USA Singolare - Doppio                | Irving Wright J.B. Adoue 6-3 2-6 10-8 6-4           | Watters Henry Bruns                           |               |                     |

### Giugno
| Settimana | Torneo                                                                               | Vincitore                                          | Finalista                                                    | Semifinalisti | Eliminati ai quarti |
| --------- | ------------------------------------------------------------------------------------ | -------------------------------------------------- | ------------------------------------------------------------ | ------------- | ------------------- |
| giugno    | Torneo di Bruxelles 1914 Bruxelles, Belgio Singolare - Doppio                        | Jean Washer 6-4 6-3 6-1                            | Willie Lemaire de Warzeé                                     |               |                     |
| giugno    | Torneo di Bruxelles 1914 Bruxelles, Belgio Singolare - Doppio                        |                                                    |                                                              |               |                     |
| giugno    | Torneo di Harpenden 1914 Harpenden, Gran Bretagna Erba Singolare - Doppio            | Sydney M. Jacob                                    | non conosciuta (bandiera)                                    |               |                     |
| giugno    | Torneo di Harpenden 1914 Harpenden, Gran Bretagna Erba Singolare - Doppio            |                                                    |                                                              |               |                     |
| giugno    | Torneo di Lowestoft 1914 Lowestoft, Gran Bretagna Erba Singolare - Doppio            | George Alan Thomas                                 | non conosciuta (bandiera)                                    |               |                     |
| giugno    | Torneo di Lowestoft 1914 Lowestoft, Gran Bretagna Erba Singolare - Doppio            |                                                    |                                                              |               |                     |
| giugno    | Midland Counties Championships 1914 Edgbaston, Gran Bretagna Singolare - Doppio      | Alfred Beamish                                     | non conosciuta (bandiera)                                    |               |                     |
| giugno    | Midland Counties Championships 1914 Edgbaston, Gran Bretagna Singolare - Doppio      |                                                    |                                                              |               |                     |
| giugno    | Durham Championships 1914 Sunderland, Gran Bretagna Erba Singolare - Doppio          | Edward Roy Allen                                   | non conosciuta (bandiera)                                    |               |                     |
| giugno    | Durham Championships 1914 Sunderland, Gran Bretagna Erba Singolare - Doppio          |                                                    |                                                              |               |                     |
| 6 giugno  | Northern Championships 1914 Liverpool, Gran Bretagna Singolare - Doppio              | Theodore Michel Mavrogordato 9-7 8-6 6-2           | Alfred Dunlop                                                |               |                     |
| 6 giugno  | Northern Championships 1914 Liverpool, Gran Bretagna Singolare - Doppio              |                                                    |                                                              |               |                     |
| 8 giugno  | World Hard Court Championships 1914 Saint-Cloud, Francia Singolare - Doppio          | Anthony Wilding 6-0 6-2 6-4                        | Ludwig Comte Salm                                            |               |                     |
| 8 giugno  | World Hard Court Championships 1914 Saint-Cloud, Francia Singolare - Doppio          | Max Décugis Maurice Germot 6–1, 11–9, 6–8, 6–2     | Arthur Gore Algernon Kingscote                               |               |                     |
| 13 giugno | Kent Championships 1914 Beckenham, Gran Bretagna Singolare - Doppio                  | Algernon Kingscote 7-5 2-6 3-6 6-2 6-2             | Hope Crisp                                                   |               |                     |
| 13 giugno | Kent Championships 1914 Beckenham, Gran Bretagna Singolare - Doppio                  |                                                    |                                                              |               |                     |
| 14 giugno | Torneo di Lilla 1914 Lilla, Francia Singolare - Doppio                               | A. Georges Watson 3-6 6-4 6-2 0-6 6-4              | Ludwig Albrecht Constantin Maria Count von Salm Hoogstraeten |               |                     |
| 14 giugno | Torneo di Lilla 1914 Lilla, Francia Singolare - Doppio                               |                                                    |                                                              |               |                     |
| 20 giugno | Queen's Club Championships 1914 Londra, Gran Bretagna Erba Singolare - Doppio        | Gordon Lowe 6-2 7-5 6-4                            | Percival Davson                                              |               |                     |
| 20 giugno | Queen's Club Championships 1914 Londra, Gran Bretagna Erba Singolare - Doppio        |                                                    |                                                              |               |                     |
| 20 giugno | Metropolitan Grass Court Championships 1914 New York, USA Erba Singolare - Doppio    | Robert Lindley Murray 6-8 7-5 7-5 2-6 6-4          | Fred B. Alexander                                            |               |                     |
| 20 giugno | Metropolitan Grass Court Championships 1914 New York, USA Erba Singolare - Doppio    | George Church Dean Mathey 6-3. 7-9 6-4 12-10       | G. Carlton Shafer King Smith                                 |               |                     |
| 22 giugno | Middle States Championships 1914 Mountain Station, USA Erba Singolare - Doppio       | Karl Behr 8-6 6-2 4-6 6-2                          | Gustave F. Touchard                                          |               |                     |
| 22 giugno | Middle States Championships 1914 Mountain Station, USA Erba Singolare - Doppio       | Karl Behr Theodore Roosevelt Pell 11-9 2-6 6-1 9-7 | Gustave F. Touchard Watson Washburn                          |               |                     |
| 27 giugno | New England Championships 1914 Hartford, USA Singolare - Doppio                      | Robert Lindley Murray 6-1 6-1 6-2                  | A. H. Man                                                    |               |                     |
| 27 giugno | New England Championships 1914 Hartford, USA Singolare - Doppio                      | Robert Lindley Murray H.L. Hahn 6-1 7-5 6-1        | C.C. Burgwin J. L. Richards                                  |               |                     |
| 28 giugno | Philadelphia and District Championships 1914 Filadelfia, USA Erba Singolare - Doppio | Richard Norris Williams 6-2 6-2 7-5                | P. B. Hawk                                                   |               |                     |
| 28 giugno | Philadelphia and District Championships 1914 Filadelfia, USA Erba Singolare - Doppio | Edmund Thayer Joseph Thayer 15-13 3-6 3-6 6-2 6-2  | L.C. Wistar Stanley Pearson                                  |               |                     |
| 29 giugno | Pacific Coast Championships 1914 San Jose, USA Cemento Singolare - Doppio            | William Johnston 6-4 6-0 6-2                       | Elia Fottrell                                                |               |                     |
| 29 giugno | Pacific Coast Championships 1914 San Jose, USA Cemento Singolare - Doppio            | William Johnston Clarence Griffin 6-2 6-2 7-5      | Roland Roberts H.V.D. Johns                                  |               |                     |

### Luglio
| Settimana | Torneo                                                                                                | Vincitore                                                | Finalista                           | Semifinalisti | Eliminati ai quarti |
| --------- | --- | -------------------------------------------------------- | ----------------------------------- | ------------- | ------------------- |
| luglio    | Nottinghamshire Championships 1914 Nottingham, Gran Bretagna Erba Singolare - Doppio                  | Arthur Gore                                              | non conosciuta (bandiera)           |               |                     |
| luglio    | Nottinghamshire Championships 1914 Nottingham, Gran Bretagna Erba Singolare - Doppio                  |                                                          |                                     |               |                     |
| luglio    | Torneo di Winchester 1914 Winchester, Gran Bretagna Erba Singolare - Doppio                           | Edward Roy Allen                                         | non conosciuta (bandiera)           |               |                     |
| luglio    | Torneo di Winchester 1914 Winchester, Gran Bretagna Erba Singolare - Doppio                           |                                                          |                                     |               |                     |
| luglio    | Mid-Kent Championships 1914 Maidstone, Gran Bretagna Erba Singolare - Doppio                          | Gordon Lowe                                              | non conosciuta (bandiera)           |               |                     |
| luglio    | Mid-Kent Championships 1914 Maidstone, Gran Bretagna Erba Singolare - Doppio                          |                                                          |                                     |               |                     |
| luglio    | Torneo di Norwich 1914 Norwich, Gran Bretagna Erba Singolare - Doppio                                 | Sydney M. Jacob                                          | non conosciuta (bandiera)           |               |                     |
| luglio    | Torneo di Norwich 1914 Norwich, Gran Bretagna Erba Singolare - Doppio                                 |                                                          |                                     |               |                     |
| luglio    | Torneo di Warwick 1914 Warwick, Gran Bretagna Erba Singolare - Doppio                                 | Josiah Ritchie                                           | non conosciuta (bandiera)           |               |                     |
| luglio    | Torneo di Warwick 1914 Warwick, Gran Bretagna Erba Singolare - Doppio                                 |                                                          |                                     |               |                     |
| luglio    | Torneo di Watford 1914 Watford, Gran Bretagna Singolare - Doppio                                      | H. Amphlett Davis                                        | non conosciuta (bandiera)           |               |                     |
| luglio    | Torneo di Watford 1914 Watford, Gran Bretagna Singolare - Doppio                                      |                                                          |                                     |               |                     |
| luglio    | Torneo di Sheffield & Hallamshire 1914 Sheffield - Hallamshire, Gran Bretagna Erba Singolare - Doppio | James Emil Hubert Zimmerman                              | non conosciuta (bandiera)           |               |                     |
| luglio    | Torneo di Sheffield & Hallamshire 1914 Sheffield - Hallamshire, Gran Bretagna Erba Singolare - Doppio |                                                          |                                     |               |                     |
| luglio    | Warwickshire Championships 1914 Leamington, Gran Bretagna Singolare - Doppio                          | R. Douglas Watson                                        | non conosciuta (bandiera)           |               |                     |
| luglio    | Warwickshire Championships 1914 Leamington, Gran Bretagna Singolare - Doppio                          |                                                          |                                     |               |                     |
| luglio    | Torneo di Frinton-on-Sea 1914 Frinton-on-Sea, Gran Bretagna Singolare - Doppio                        | Gordon Lowe                                              | non conosciuta (bandiera)           |               |                     |
| luglio    | Torneo di Frinton-on-Sea 1914 Frinton-on-Sea, Gran Bretagna Singolare - Doppio                        |                                                          |                                     |               |                     |
| luglio    | Torneo di Dieppe 1914 Dieppe, Francia Singolare - Doppio                                              | Maurice Germot 2-6 7-5 6-3 6-4                           | Charles Percy Dixon                 |               |                     |
| luglio    | Torneo di Dieppe 1914 Dieppe, Francia Singolare - Doppio                                              |                                                          |                                     |               |                     |
| luglio    | Torneo di Redhill 1914 Redhill, Gran Bretagna Erba Singolare - Doppio                                 | Kenneth Powell                                           | non conosciuta (bandiera)           |               |                     |
| luglio    | Torneo di Redhill 1914 Redhill, Gran Bretagna Erba Singolare - Doppio                                 |                                                          |                                     |               |                     |
| luglio    | Torneo di Norwood 1914 Norwood New Town, Gran Bretagna Singolare - Doppio                             | Stanley Norwood Doust 6-4 8-6                            | Charles Dixon                       |               |                     |
| luglio    | Torneo di Norwood 1914 Norwood New Town, Gran Bretagna Singolare - Doppio                             |                                                          |                                     |               |                     |
| luglio    | Torneo di Epsom 1914 Epsom, Gran Bretagna Erba Singolare - Doppio                                     | Gordon Lowe                                              | non conosciuta (bandiera)           |               |                     |
| luglio    | Torneo di Epsom 1914 Epsom, Gran Bretagna Erba Singolare - Doppio                                     |                                                          |                                     |               |                     |
| luglio    | Torneo di East Grinstead 1914 East Grinstead, Gran Bretagna Singolare - Doppio                        | George Greville                                          | non conosciuta (bandiera)           |               |                     |
| luglio    | Torneo di East Grinstead 1914 East Grinstead, Gran Bretagna Singolare - Doppio                        |                                                          |                                     |               |                     |
| luglio    | Berkshire Championships 1914 Reading, Gran Bretagna Erba Singolare - Doppio                           | Gordon Lowe                                              | non conosciuta (bandiera)           |               |                     |
| luglio    | Berkshire Championships 1914 Reading, Gran Bretagna Erba Singolare - Doppio                           |                                                          |                                     |               |                     |
| luglio    | Leicestershire Championships 1914 Leicester, Gran Bretagna Erba Singolare - Doppio                    | Arthur Gore                                              | non conosciuta (bandiera)           |               |                     |
| luglio    | Leicestershire Championships 1914 Leicester, Gran Bretagna Erba Singolare - Doppio                    |                                                          |                                     |               |                     |
| luglio    | North London Championships 1914 Londra, Gran Bretagna Erba Singolare - Doppio                         | Alfred Beamish                                           | non conosciuta (bandiera)           |               |                     |
| luglio    | North London Championships 1914 Londra, Gran Bretagna Erba Singolare - Doppio                         |                                                          |                                     |               |                     |
| luglio    | Scottish Championships 1914 Bridge of Allan, Gran Bretagna Erba Singolare - Doppio                    | John Frederick Stokes                                    | non conosciuta (bandiera)           |               |                     |
| luglio    | Scottish Championships 1914 Bridge of Allan, Gran Bretagna Erba Singolare - Doppio                    |                                                          |                                     |               |                     |
| luglio    | Shropshire Championships 1914 Shrewsbury, Gran Bretagna Singolare - Doppio                            | R.D. Watson                                              | non conosciuta (bandiera)           |               |                     |
| luglio    | Shropshire Championships 1914 Shrewsbury, Gran Bretagna Singolare - Doppio                            |                                                          |                                     |               |                     |
| luglio    | Welsh Championships 1914 Newport, Gran Bretagna Erba Singolare - Doppio                               | Charles Dixon                                            | non conosciuta (bandiera)           |               |                     |
| luglio    | Welsh Championships 1914 Newport, Gran Bretagna Erba Singolare - Doppio                               |                                                          |                                     |               |                     |
| 4 luglio  | Torneo di Wimbledon 1914 Londra, Gran Bretagna Singolare - Doppio                                     | Norman Brookes 6-4 6-4 7-5                               | Anthony Wilding                     |               |                     |
| 4 luglio  | Torneo di Wimbledon 1914 Londra, Gran Bretagna Singolare - Doppio                                     | Norman Brookes Anthony Wilding 6-1, 6-1, 5-7, 8-6        | Herbert Roper-Barrett Charles Dixon |               |                     |
| 12 luglio | Westchester Championships 1914 Westchester, New York, USA Singolare - Doppio                          | Richard Norris Williams 2-6 9-7 6-4                      | Bill Johnston                       |               |                     |
| 12 luglio | Westchester Championships 1914 Westchester, New York, USA Singolare - Doppio                          | Theodore Roosevelt Pell Karl Behr 6-4 6-2                | George Church Dean Mathey           |               |                     |
| 12 luglio | Tri-State Championships 1914 Indianapolis, USA Singolare - Doppio                                     | William S. McElroy 6-4 1-6 6-4 6-2                       | William Hoag                        |               |                     |
| 12 luglio | Tri-State Championships 1914 Indianapolis, USA Singolare - Doppio                                     | J.C. Mackrell Cullen Thomas 6-1 6-0 6-2                  | Garvin Brown Robert Failey          |               |                     |
| 18 luglio | Irish Championships 1914 Dublino, Irlanda Singolare - Doppio                                          | Cecim J. Tindell Green 7-5 3-6 6-3 6-8 6-3               | George Alan Thomas                  |               |                     |
| 18 luglio | Irish Championships 1914 Dublino, Irlanda Singolare - Doppio                                          |                                                          |                                     |               |                     |
| 18 luglio | U.S. Men's Clay Court Championships 1914 Cincinnati, USA Terra rossa Singolare - Doppio               | Clarence James Griffin 3-6 6-8 8-6 6-0 6-2               | Elia F. Fottrell                    |               |                     |
| 18 luglio | U.S. Men's Clay Court Championships 1914 Cincinnati, USA Terra rossa Singolare - Doppio               | Nat Browne Claude Wayne 6-3 6-4 6-3                      | Clarence Griffin Elia F. Fottrell   |               |                     |
| 19 luglio | Seabright Invitational 1914 Seabright, USA Erba Singolare - Doppio                                    | Richard Norris Williams 6-4 4-6 4-6 6-3 6-3              | Theodore Roosevelt Pell             |               |                     |
| 19 luglio | Seabright Invitational 1914 Seabright, USA Erba Singolare - Doppio                                    | Maurice McLoughlin Thomas C. Bundy 12-10 7-5 4-6 7-9 7-5 | Theodore Roosevelt Pell Karl Behr   |               |                     |
| 22 luglio | Northwestern Championships 1914 Deephaven, USA Singolare - Doppio                                     | Joseph J. Armstrong 6-3 7-5 1-6 7-5                      | Selforde Stellwagen                 |               |                     |
| 22 luglio | Northwestern Championships 1914 Deephaven, USA Singolare - Doppio                                     | Ward C. Burton Roger Kennedy 7-5 ritiro                  | J. W. Adams Joseph J. Armstrong     |               |                     |
| 28 luglio | Longwood Bowl 1914 Boston, USA Erba Singolare - Doppio                                                | Maurice McLoughlin 6-4 6-4 6-1                           | William Johnston                    |               |                     |
| 28 luglio | Longwood Bowl 1914 Boston, USA Erba Singolare - Doppio                                                | Karl Behr Theodore Roosevelt Pell 6-3 6-4 7-5            | H.H. Hackett Fred B. Alexander      |               |                     |

### Agosto
| Settimana | Torneo                                                                                       | Vincitore                                       | Finalista                          | Semifinalisti | Eliminati ai quarti |
| --------- | -------------------------------------------------------------------------------------------- | ----------------------------------------------- | ---------------------------------- | ------------- | ------------------- |
| agosto    | Lincolnshire Championships 1914 Spilsby, Gran Bretagna Singolare - Doppio                    | Rupert L. Hamblin-Smith                         | non conosciuta (bandiera)          |               |                     |
| agosto    | Lincolnshire Championships 1914 Spilsby, Gran Bretagna Singolare - Doppio                    |                                                 |                                    |               |                     |
| agosto    | Torneo di Ilkley 1914 Ilkley, Gran Bretagna Erba Singolare - Doppio                          | Samuel Ernest Charlton                          | non conosciuta (bandiera)          |               |                     |
| agosto    | Torneo di Ilkley 1914 Ilkley, Gran Bretagna Erba Singolare - Doppio                          |                                                 |                                    |               |                     |
| agosto    | Torneo di Tunbridge Wells 1914 Tunbridge Wells, Gran Bretagna Erba Singolare - Doppio        | Alfred Beamish                                  | non conosciuta (bandiera)          |               |                     |
| agosto    | Torneo di Tunbridge Wells 1914 Tunbridge Wells, Gran Bretagna Erba Singolare - Doppio        |                                                 |                                    |               |                     |
| agosto    | Torneo di Shanklin 1914 Shanklin, Gran Bretagna Singolare - Doppio                           | Kenneth Powell                                  | non conosciuta (bandiera)          |               |                     |
| agosto    | Torneo di Shanklin 1914 Shanklin, Gran Bretagna Singolare - Doppio                           |                                                 |                                    |               |                     |
| agosto    | Torneo di Exmouth 1914 Exmouth, Gran Bretagna Erba Singolare - Doppio                        | Gordon Lowe                                     | non conosciuta (bandiera)          |               |                     |
| agosto    | Torneo di Exmouth 1914 Exmouth, Gran Bretagna Erba Singolare - Doppio                        |                                                 |                                    |               |                     |
| agosto    | Northumberland Championships 1914 Newcastle upon Tyne, Gran Bretagna Erba Singolare - Doppio | Hope Crisp                                      | non conosciuta (bandiera)          |               |                     |
| agosto    | Northumberland Championships 1914 Newcastle upon Tyne, Gran Bretagna Erba Singolare - Doppio |                                                 |                                    |               |                     |
| agosto    | Suffolk Championships 1914 Framlingham, Gran Bretagna Erba Singolare - Doppio                | Herbert Roper Barrett                           | non conosciuta (bandiera)          |               |                     |
| agosto    | Suffolk Championships 1914 Framlingham, Gran Bretagna Erba Singolare - Doppio                |                                                 |                                    |               |                     |
| 4 agosto  | Western Championships 1914 Chicago, USA Singolare - Doppio                                   | Alex M. Squair 6-3 5-7 6-2 6-0                  | Clarence J. Griffin                |               |                     |
| 4 agosto  | Western Championships 1914 Chicago, USA Singolare - Doppio                                   | George Church Dean Mathey 6-1 3-6 6-4 14-12     | Ralph Burdick H.T. Byford          |               |                     |
| 8 agosto  | Maine State Championships 1914 Bar Harbor, USA Singolare - Doppio                            | Richard Harte 6-1 6-1 6-2                       | Edgar Scott                        |               |                     |
| 8 agosto  | Maine State Championships 1914 Bar Harbor, USA Singolare - Doppio                            |                                                 |                                    |               |                     |
| 8 agosto  | New York State Championships 1914 Bay Ridge, USA Singolare - Doppio                          | Maurice McLoughlin 6-1 6-3 6-4                  | Robert Lindley Murray              |               |                     |
| 8 agosto  | New York State Championships 1914 Bay Ridge, USA Singolare - Doppio                          | Harold H. Hackett Fred B. Alexander 6-3 7-5 8-6 | Richard Palmer Harold Throckmorton |               |                     |
| 22 agosto | Queensland Championships 1914 Brisbane, Australia Erba Singolare - Doppio                    | Clarence Todd 7-5 4-6 6-1 6-4                   | Clark                              |               |                     |
| 22 agosto | Queensland Championships 1914 Brisbane, Australia Erba Singolare - Doppio                    |                                                 |                                    |               |                     |

### Settembre
| Settimana    | Torneo                                                                         | Vincitore                                         | Finalista                 | Semifinalisti | Eliminati ai quarti |
| ------------ | ------------------------------------------------------------------------------ | ------------------------------------------------- | ------------------------- | ------------- | ------------------- |
| 1º settembre | U.S. National Championships 1914 Newport, USA Singolare - Doppio               | Richard Norris Williams 6-3 8-6 10-8              | Maurice McLoughlin        |               |                     |
| 1º settembre | U.S. National Championships 1914 Newport, USA Singolare - Doppio               | Maurice McLoughlin Tom Bundy 6-4, 6-2, 6-4        | George Church Dean Mathey |               |                     |
| 19 settembre | National Collegiate Championships 1914 Haverford, USA Erba Singolare - Doppio  | George Church 8-6 9-7 4-6 7-5                     | Richard Norris Williams   |               |                     |
| 19 settembre | National Collegiate Championships 1914 Haverford, USA Erba Singolare - Doppio  | Richard Norris Williams Richard Harte 6-2 6-2 7-5 | George Church A.M. Kidder |               |                     |
| 30 settembre | Western Australian Championships 1914 Perth, Australia Erba Singolare - Doppio | A. Leschen                                        | non conosciuta (bandiera) |               |                     |
| 30 settembre | Western Australian Championships 1914 Perth, Australia Erba Singolare - Doppio |                                                   |                           |               |                     |

### Ottobre
| Settimana  | Torneo                                                                      | Vincitore                                   | Finalista                   | Semifinalisti | Eliminati ai quarti |
| ---------- | --------------------------------------------------------------------------- | ------------------------------------------- | --------------------------- | ------------- | ------------------- |
| 24 ottobre | California State Championships 1914 Oakland, USA Cemento Singolare - Doppio | John Strachan 6-1 6-1 6-3                   | Bowie Detrick               |               |                     |
| 24 ottobre | California State Championships 1914 Oakland, USA Cemento Singolare - Doppio | Bill Johnston John Strachan 6-0 4-6 7-5 6-3 | B. H. Batkin Roland Roberts |               |                     |

### Novembre
| Settimana   | Torneo                                                                  | Vincitore                                           | Finalista                       | Semifinalisti                | Eliminati ai quarti                                 |
| ----------- | ----------------------------------------------------------------------- | --------------------------------------------------- | ------------------------------- | ---------------------------- | --------------------------------------------------- |
| 28 novembre | Australasian Championships 1914 Melbourne, Australia Singolare - Doppio | Arthur O'Hara Wood 6-4, 6-3, 5-7, 6-1               | Gerald Patterson                | Rupert Wertheim Rodney Heath | C. S. Buckley Roy Taylor Ronald Thomas L. N. Rainey |
| 28 novembre | Australasian Championships 1914 Melbourne, Australia Singolare - Doppio | Ashley Campbell Gerald Patterson 7-5, 3-6, 6-3, 6-3 | Rodney Heath Arthur O'Hara Wood | Rupert Wertheim Rodney Heath | C. S. Buckley Roy Taylor Ronald Thomas L. N. Rainey |

### Dicembre
Nessun evento

### Senza data
| Settimana  | Torneo                                                                             | Vincitore                                          | Finalista                 | Semifinalisti | Eliminati ai quarti |
| ---------- | ---------------------------------------------------------------------------------- | -------------------------------------------------- | ------------------------- | ------------- | ------------------- |
|            | Torneo di Conishead Priory 1914 Conishead Priory, Gran Bretagna Singolare - Doppio | Samuel Ernest Charlton                             | non conosciuta (bandiera) |               |                     |
|            | Torneo di Conishead Priory 1914 Conishead Priory, Gran Bretagna Singolare - Doppio |                                                    |                           |               |                     |
| Senza data | All India Championships 1914 Allahabad, India Singolare - Doppio                   | E.M. Atkinson                                      | non conosciuta (bandiera) |               |                     |
| Senza data | All India Championships 1914 Allahabad, India Singolare - Doppio                   |                                                    |                           |               |                     |
| Senza data | Canadian Championships 1914 Montréal - Vancouver, Canada Singolare - Doppio        | Thomas Y. Sherwell 4-6, 6-3, 8-6, 6-3              | Robert Baird              |               |                     |
| Senza data | Canadian Championships 1914 Montréal - Vancouver, Canada Singolare - Doppio        | Robert Baird Thomas Y. Sherwell 4-6, 6-3, 8-6, 6-3 | Burns Ross                |               |                     |
| Senza data | Essex Championships 1914 Colchester, Gran Bretagna Singolare - Doppio              | G.M. Wilson                                        | non conosciuta (bandiera) |               |                     |
| Senza data | Essex Championships 1914 Colchester, Gran Bretagna Singolare - Doppio              |                                                    |                           |               |                     |
|            | Hampshire Championships 1914 Bournemouth, Gran Bretagna Singolare - Doppio         | George Alan Thomas                                 | non conosciuta (bandiera) |               |                     |
|            | Hampshire Championships 1914 Bournemouth, Gran Bretagna Singolare - Doppio         |                                                    |                           |               |                     |
| Senza data | Intermountain Championships 1914 Salt Lake City, USA Singolare - Doppio            | E.M. Garnett                                       | non conosciuta (bandiera) |               |                     |
| Senza data | Intermountain Championships 1914 Salt Lake City, USA Singolare - Doppio            |                                                    |                           |               |                     |
| Senza data | Natal Championships 1914 Durban, Sudafrica Singolare - Doppio                      | Charles Winslow                                    | non conosciuta (bandiera) |               |                     |
| Senza data | Natal Championships 1914 Durban, Sudafrica Singolare - Doppio                      |                                                    |                           |               |                     |
| Senza data | New Zealand Championships 1914 Wellington, Nuova Zelanda Singolare - Doppio        | Geoffrey Morton Ollivier                           | non conosciuta (bandiera) |               |                     |
| Senza data | New Zealand Championships 1914 Wellington, Nuova Zelanda Singolare - Doppio        | Geoffrey Morton Ollivier Francis Sturmer Wilding   |                           |               |                     |
|            | Southern California Championships 1914 Los Angeles, USA Singolare - Doppio         | H. Ward Dawson                                     | non conosciuta (bandiera) |               |                     |
|            | Southern California Championships 1914 Los Angeles, USA Singolare - Doppio         |                                                    |                           |               |                     |
|            | Spanish National Championships 1914 Barcellona, Spagna Singolare - Doppio          | José Maria Sagnier                                 | non conosciuta (bandiera) |               |                     |
|            | Spanish National Championships 1914 Barcellona, Spagna Singolare - Doppio          |                                                    |                           |               |                     |